# 岡元竜生
岡元 竜生（おかもと りゅうせい、1993年11月1日 - ）は、鹿児島県志布志市出身のハンドボール選手。日本ハンドボールリーグのトヨタ車体所属。

## 経歴
中部大学時代は2014年の全日本学生ハンドボール選手権大会（インカレ）で優秀選手賞を受賞した。
2015年は第28回ユニバーシアード競技大会の日本代表に選ばれた。
2016年2月に日本ハンドボールリーグのトヨタ車体へ加入。背番号は「23」。6月には第23回世界学生選手権の日本代表U-24に選出された。
2016-17年シーズンから背番号を「13」へ変更。
2019年の第26回世界選手権で日本代表に初選出された。

## 詳細情報

### 年度別成績
| 年       | チーム     | 試合 | フィールド 得点 | 率   | 7m  | 合計   | 警告 | 退場 | 失格 |
| -------- | ---------- | ---- | --------------- | ---- | --- | ------ | ---- | ---- | ---- |
| 2015-16  | トヨタ車体 | 2    | 0/0             | -    | 0/0 | 0/0    | 0    | 0    | 0    |
| 2016-17  | トヨタ車体 | 15   | 10/16           | .625 | 0/0 | 10/16  | 1    | 2    | 0    |
| 2017-18  | トヨタ車体 | 23   | 15/29           | .517 | 0/0 | 15/29  | 2    | 0    | 0    |
| 2018-19  | トヨタ車体 | 24   | 53/73           | .726 | 0/0 | 53/73  | 4    | 6    | 0    |
| JHL：4年 | JHL：4年   | 64   | 78/118          | .661 | 0/0 | 78/118 | 7    | 8    | 0    |

- 各年度の太字はリーグ最高

### 記録

#### 日本ハンドボールリーグ
- フィールドゴール初得点：2016年9月10日、対トヨタ紡織九州戦（ウィングアリーナ刈谷）[7]

### 背番号
- 23 (2016年)
- 13 (2016年 - )

## 代表歴

### 日本代表
- 世界選手権 (2019年)
- ジャパンカップ (2019年)
- 日韓定期戦 (2019年)
- 欧州遠征 (2019年)

#### 大会別成績
| 年     | 大会       | 対戦国                 | フィールド 得点 | 率    | 7m  | 合計 | 警告 | 退場 | 失格 |
| ------ | ---------- | ---------------------- | --------------- | ----- | --- | ---- | ---- | ---- | ---- |
| 2019年 | 世界選手権 | 北マケドニア戦 (予選)  | 1/2             | .500  | 0/0 | 1/2  | 0    | 0    | 0    |
| 2019年 | 世界選手権 | クロアチア戦 (予選)    | 1/2             | .500  | 0/0 | 1/2  | 0    | 1    | 0    |
| 2019年 | 世界選手権 | スペイン戦 (予選)      | 0/0             | -     | 0/0 | 0/0  | 0    | 0    | 0    |
| 2019年 | 世界選手権 | アイスランド戦 (予選)  | 0/0             | -     | 0/0 | 0/0  | 0    | 0    | 0    |
| 2019年 | 世界選手権 | バーレーン戦 (予選)    | 0/1             | .000  | 0/0 | 0/1  | 0    | 0    | 0    |
| 2019年 | 世界選手権 | 朝鮮戦 (21-24位戦)     | 0/0             | -     | 0/0 | 0/0  | 0    | 0    | 0    |
| 2019年 | 世界選手権 | アンゴラ戦 (21-24位戦) | 1/1             | 1.000 | 0/0 | 1/1  | 0    | 0    | 0    |

### 日本代表U-24
- 世界学生選手権 (2016年)
- ユニバーシアード競技大会 (2015年)